# Luigi Angelini (calciatore)
Luigi Angelini (Milano, 31 luglio 1929) è un ex calciatore italiano, di ruolo centrocampista.

## Carriera
Cresciuto nel Milan, dove con le giovanili vince il Torneo di Viareggio 1949, nel 1950 passa alla Reggiana, dove disputa 65 gare in due campionati di Serie B.
Totalizza anche 213 presenze e 6 gol in Serie C con Reggiana, Siracusa, Pavia e Biellese.

## Palmarès

### Club

#### Competizioni giovanili
- Torneo di Viareggio: 1

Milan: 1949